# Neue Düsseldorfer Hofmusik
Die Neue Düsseldorfer Hofmusik ist ein Kammerorchester für Alte Musik und Vorklassik in Düsseldorf. Es wird geleitet von der Hochschullehrerin, Konzertmeisterin und Violinistin Mary Utiger.

## Geschichte
Das Orchester wurde 1995 in Düsseldorf gegründet und hat dort seinen Sitz. Es setzt sich aus Interpreten zusammen, die sich lange und intensiv mit der historischen Aufführungspraxis beschäftigt und in erster Linie auf Barockmusik und die Vorklassik spezialisiert haben. Durch seinen Namen ist es der Musiktradition der Stadt Düsseldorf verbunden, insbesondere der Tradition der Höfe von Wolfgang Wilhelm, Philipp Wilhelm, Johann Wilhelm und Karl III. Philipp von Pfalz-Neuburg sowie Karl Theodor von Pfalz-Bayern, aus der die Musik der Mannheimer Schule hervorging.
Ein Schwerpunkt seiner künstlerischen Arbeit bildet die intensive Zusammenarbeit mit der Deutschen Oper am Rhein in Düsseldorf. Dort interpretiert das Orchester seit 2001 als Originalklangensemble das barocke Opernrepertoire. Bis 2009 wurde in der Inszenierung von Christof Loy ein vielbeachteter Monteverdi-Zyklus realisiert. Ab 2010 setzte sich die Zusammenarbeit mit einem breit angelegten Rameau-Zyklus fort. Inzwischen liegt eine Vielzahl von CD-Produktionen vor. Auch durch die Konzertreihe „Raum & Klang“ auf Schloss Benrath in Düsseldorf wurde es einem breiteren Publikum bekannt.
Der Wirkungskreis des Ensembles reicht weit über Düsseldorf hinaus. Es gastierte bei den Innsbrucker Festwochen der Alten Musik, bei den Tagen Alter Musik in Herne, dem Festival „Oude Muziek“ in Utrecht, den Internationalen Händel-Festspielen Göttingen, den Brühler Schlosskonzerten, in den Philharmonien von Essen und Köln sowie im europäischen Ausland. Regelmäßig wurde es von Rundfunkanstalten wie dem WDR, der Deutschen Welle und dem Deutschlandfunk für Produktionen verpflichtet.
Zusammen mit den Deutschen Naturhorn Solisten errang die Neue Düsseldorfer Hofmusik im Jahr 2002 für die Interpretation von Hornkonzerten und Ouvertüren von Georg Philipp Telemann den Musikpreis Echo Klassik.
Das Orchester wird unterstützt durch den Förderverein Düsseldorfer Hofmusik e. V.

## Diskografie
- 2010: Jean-Philippe Rameau: Comédie lyrique en troi actes, geleitet von Konrad Junghänel
- 2009: Joseph Haydn: 8 Concerti für Cembalo, Hammerklavier und Orgel, geleitet von Mary Utiger
- 2009: Jan Wellem. Geistliche Musik am Hof Johann Wilhelms II. von Pfalz-Neuburg, mit dem Norddeutschen Figuralchor, geleitet von  Jörg Straube
- 2008: Musik in der Residenzstadt Düsseldorf (II), geleitet von Mary Utiger
- 2007: Christoph Willibald Gluck: Ezio. Opera seria in tre atti. Prager Fassung von 1750, geleitet von Andreas Stoehr
- 2007: Gottfried August Homilius: Ein Lämmlein geht und trägt die Schuld. Passionskantate/Cantata III, gesungen von Monika Mauch, Bogna Bartosz, Markus Brutscher, Hans Christoph Begemann und den Basler Madrigalisten, geleitet von Fritz Näf
- 2005: Cabinetmusik für Carl Theodor, mit Michael Schmidt-Casdorff, Ingo Nelken, Mary Utiger, Bettina Ihrig, Nicholas Selo und Christoph Anselm Noll
- 2003: Simon Mayr: Atalia, mit Maria Jette, Rebecca Martin, Thomas Cooley, James Taylor, Jacek Janiszewski und Ivan Oreščanin sowie dem Simon-Mayr-Chor, geleitet von Franz Hauk
- 2002: Claudio Monteverdi: L’Orfeo. Favola in musica, mit Solisten der Deutschen Oper am Rhein, geleitet von Christoph Spering
- 2001: Georg Philipp Telemann: Horn Concertos and Overtures mit den Deutschen Naturhorn Solisten, geleitet von Mary Utiger
- 2000: Georg Friedrich Händel: Messiah, mit verschiedenen Solisten und dem Vokalensemble Kölner Dom, geleitet von Eberhard Metternich
- 2000: Klingende Geographie. Tage alter Musik in Herne 1999, geleitet von Mary Utiger
- 2000: Francesco Maria Veracini: Ouvertüren & Concerti, geleitet von Mary Utiger
- 1997: Musik in der Residenzstadt Düsseldorf (I), geleitet von Mary Utiger